# Drosophila facialba
Drosophila facialba este o specie de muște din genul Drosophila, familia Drosophilidae, descrisă de Heed și Wheeler în anul 1957. Conform Catalogue of Life specia Drosophila facialba nu are subspecii cunoscute.